# Myer Siegel
Myer Siegel was een warenhuis in Los Angeles. Het werd in 1904 opgericht door Myer Siegel (1866–1934), en was gespecialiseerd in dameskleding.

## Geschiedenis
In 1886 vestigde Myer Siegel zijn winkel op North Spring Street 218, waar hij destijds alleen kinderkleding en lingerie verkocht. Op 7 april 1896 trouwde Siegel met Flora Magnin, dochter van I. Magnin, de kledingmaker en detailhandelaar uit San Francisco. In 1897 en 1898 adverteerde I. Magnin & Co., fabrikant, met zijn waren op South Spring Street 237, waarbij hij Myer Siegel als manager noemde.
De I. Magnin-winkel die Siegel beheerde, verhuisde op 2 januari 1899 naar het Irvine Byrne Building op South Broadway 251.
Op 19 juni 1904 kondigde I. Magnin aan dat de winkel in Los Angeles voortaan bekend zou staan als "Myer Siegel". 
Nadat een brand in het Irvine Byrne Building op 16 februari 1911 de winkel verwoestte, verhuisde Myer Siegel naar het voormalige onderkomen van de Brockton Shoe-winkel op South Broadway 455, waar zich later een warenhuisfiliaal van Fallas Paredes vestigde.
In 1922 verhuisde Myer Siegel opnieuw. Nadat het fuseerde met de firma Seymour's, verhuisde het naar het pand van Seymour's op South Broadway 617-619.
Begin 1927, exploiteerde Myer, Siegel & Co. vier winkels:
- Downtown Los Angeles, South Broadway 617-619, (geopend ca. 1922);
- Pasadena, East Colorado Boulevard 440 / Los Robles (geopend in 1922);
- Fresno in het T.W. Paterson-gebouw aan Tulare Street / Fulton Street (geopend op 14 september 1925);
- Hollywood, Hollywood Boulevard 6687 / Las Palmas (geopend op 7 november 1925).

In dat jaar verhuisde het van Broadway naar een nieuw gebouw van zes verdiepingen plus een kelder, ontworpen door de architecten Felchin, Shaw & Franklin op South Flower Street 733, net ten zuiden van Seventh Street. De bouwkosten van het 6.000 m² grootte pand bedroegen destijds $ 500.000. De verhuizing volgde nadat het chique J.W. Robinson's zijn gigantische vlaggenschipwinkel van 37,000 m² (en later uitgebreid tot 57.900 m²) opende aan 7th Street tussen Hope en Grand in 1915. Dit leidde ertoe dat er meer luxe winkels zoals Desmond's, Coulter's en veel kleinere boetiekjes ook naar de wijk verhuisden.  
In 1934 verhuisde het bedrijf naar de hoek van 7th Street en Olive Street, naar het voormalige onderkomen van het warenhuis B.H. Dyas & Co. Tegen die tijd had het bedrijf, naast zijn vlaggenschip in het stadscentrum, vestigingen in Pasadena, Hollywood en op Wilshire Boulevard in de Miracle Mile.

### Miracle Mile
De Miracle Mile-winkel in wat nu bekendstaat als het Dominguez-Wilshire Building op Wilshire Boulevard 5400-5410, wordt door de Los Angeles Conservancy als een monument beschouwd en werd in 2000 gerenoveerd. Het bevatte veel elementen die destijds innovatief waren: luchtgekoelde paskamers, aluminium meubilair, exotische houtsoorten, metaalbewerking en terrazzovloeren. Het werd gefinancierd door en vernoemd naar de familie Dominguez, die in 1784 een van de oorspronkelijke Spaanse landconcessies ontving 

### Westwood
Later in december 1937 werd een filiaal geopend op Westwood Boulevard 1025 in Westwood, Los Angeles, ontworpen door Allen Siple. De fotoarchieven van de Universiteit van Californië vermelden: "Het grote glazen bakstenen paneel boven de luifel liet licht binnenkomen op de mezzanine, en marmeren lambrisering flankeerde de ingang die geplaveid was met travertijn. Dit gebouw staat er nog steeds."